# Otto von Bismarck
Otto Eduard Leopold von Bismarck-Schönhausen (od 1865. grof, od 1871. knez (Fürst) od Bismarck-Schönhausena, od 1890. vojvoda lauenburški) (Schönhausen, 1. travnja 1815. – Friedrichsruhe, 30. srpnja 1898.) je jedan od najvažnijih vođa u 19. stoljeću; kao kancelar pruskoga kraljevstva (1862. – 1890.) ujedinio je Njemačku serijom pobjedonosnih ratova poslije kojih postaje prvi kancelar (1871. – 1890.) njemačkoga carstva.
U početku je bio političar duboko konzervativnih, aristokratskih i monarhističkih gledišta, koji se borio protiv rastućeg socijal-demokratskog pokreta 1880-ih godina, stavio je izvan zakona više organizacija i pragmatično uveo starosne mirovine, zdravstveno osiguranje, kao i radničko osiguranje u slučaju nesreće. Postaje poznat pod nadimkom Željezni kancelar i smatra ga se jednom od najvažnijih figura u njemačkoj povijesti.

## Mladost i dolazak na vlast
Bismarck je rođen kao Otto Eduard Leopold grof von Bismarck (Otto Eduard Leopold Graf von Bismarck) u Schönhausenu. Studirao je pravo na sveučilištima u Getingenu i Humboltu, kao i na sveučilištu u Berlinu. Oženio je Johannu von Puttkamer 1847. godine. U njihovom dugom i sretnom braku je rođeno troje djece.
Oduševljen zbog propasti revolucionarnih pokreta 1848. godine u njemačkim državama, izabran je u pruski parlament 1849. godine. Postavljen da predstavlja Prusku u Frankfurtu na Majni, Bismarck postaje sve više uvjeren da je ujedinjena njemačka nacija, koju bi predvodila Pruska, važan cilj što se u to vrijeme smatralo liberalnim ciljem. Poslije ovog položaja, bio je postavljen za veleposlanika u Petrogradu, u kome se sprijateljio sa svojim budućim protivnikom, Aleksandrom Gorhakovim, i u Parizu. Godine 1862., pruski kralj Vilim I. postavio ga je za premijera i ministra vanjskih poslova Pruske, kao rješenje sukoba između sve liberalnijeg parlamenta i kralja.

## Ujedinjenje Njemačke
Veličina uloge Bismarcka kao ujedinitelja Njemačke veoma je kontroverzna tema među povjesničarima. Također, postoji mnogo rasprava je li to bilo ujedinjenje Njemačke ili proširenje Pruske. Ono što je izvjesno, Bismarck je djelomično odgovoran za početak više ratova koji su vodili do dramatične promjene u političkoj strukturi Njemačke. Prvo, uz suradnju Austrije, Schleswig i Holstein su odcjepljeni od Danske u ratu. Mirovni ugovor je zaključen u Beču 30. listopada 1864. godine. Već 1865. Austrija je primorana prepustiti Pruskoj kontrolu nad sjevernim zemljama, a 1866. Bismarck napada Austriju i brzo ju pobjeđuje u bitci kod Königgrätza, priključivši Hannover, Hesen-Kasel, Nasau i Frankfurt Pruskoj formirajući tako Sjevernonjemačku konfederaciju.
Pošto je Bismarck izazvao Francusku, kojom je u to vrijeme vladao Napoleon III., izbio je Francusko-pruski rat, tijekom kojega su se južnonjemačke države, koje su smatrale Francusku agresorom, pridružile Sjevernonjemačkoj konfederaciji u borbi protiv Francuske. Francuska je pretrpjela ponižavajući poraz, i Vilim I. biva okrunjen kao njemački imperator u Dvorani ogledala u Versaillesu, koja je služila kao središte pruske armije. Bismarck je time zakonito stvorio Njemačko Carstvo pod vodstvom Pruske uz isključenje Austrije.

## Kancelar
Slavljen kao nacionalni heroj, Bismarck postaje prvi kancelar novog njemačkoga carstva. U vanjskoj politici posvećuje se očuvanju mira između europskih sila Francuske, Austrije, Njemačke i Rusije. Bismarck je vjerovao da središnja pozicija Njemačke u Europi može biti uzrok njenog razaranja u slučaju bilo kojeg rata.
Na unutrašnjem planu bio je zabrinut pojavljivanjem dvaju novih političkih stranaka: Katoličke stranke centra, i Socijaldemokratske stranke Njemačke. Bitka protiv katolicizma koja je započela 1872. godine, pod imenom "Kulturna borba" (Kulturkampf) uglavnom je bila promašaj. Bismarck je napao socijaldemokrate na dvije fronte: socijaldemokratska stranka i njezine organizacije su stavljene izvan zakona, dok je radničkoj klasi dano vrlo napredno zakonodavstvo koje je omogućavalo zdravstveno osiguranje, osiguranje u slučaju nesreće na radu, kao i starosne mirovine.
Na izborima 1890. godine i Katolička stranka centra i socijaldemokrati osvajaju mnogo glasova, a Bismarck daje ostavku na zahtijevanje njemačkoga cara Vilima II., koji je došao na prijestolje 1888. godine. Bismarck je proveo svoje posljednje godine pišući memoare (Gedanken und Erinnerungen; "Razmišljanja i sjećanja"). Umro je u 83. godini života 1898. godine u Fredrihsruhu.
Za vrijeme Drugoga svjetskog rata Njemačka ratna mornarica imala je ratni brod imenovan u njegovu čast, Bismarck, kao i Njemačka carska mornarica čija su dva broda nosila njegovo ime. Također, mjesto Bismarck, Sjeverna Dakota, nosi njegovo ime, kao i Arhipelag Bismarck i Bismarckovo more kod bivše njemačke kolonije Nove Gvineje, te više ulica i škola u Njemačkoj.

## Vanjske poveznice
- Život Otta von Bismarcka
- von Bismarckova biografija; uključuje mnoga privatna pisma